# Stazione di Roma Porta Maggiore
La stazione di Roma Porta Maggiore era una stazione ferroviaria di Roma.

## Storia

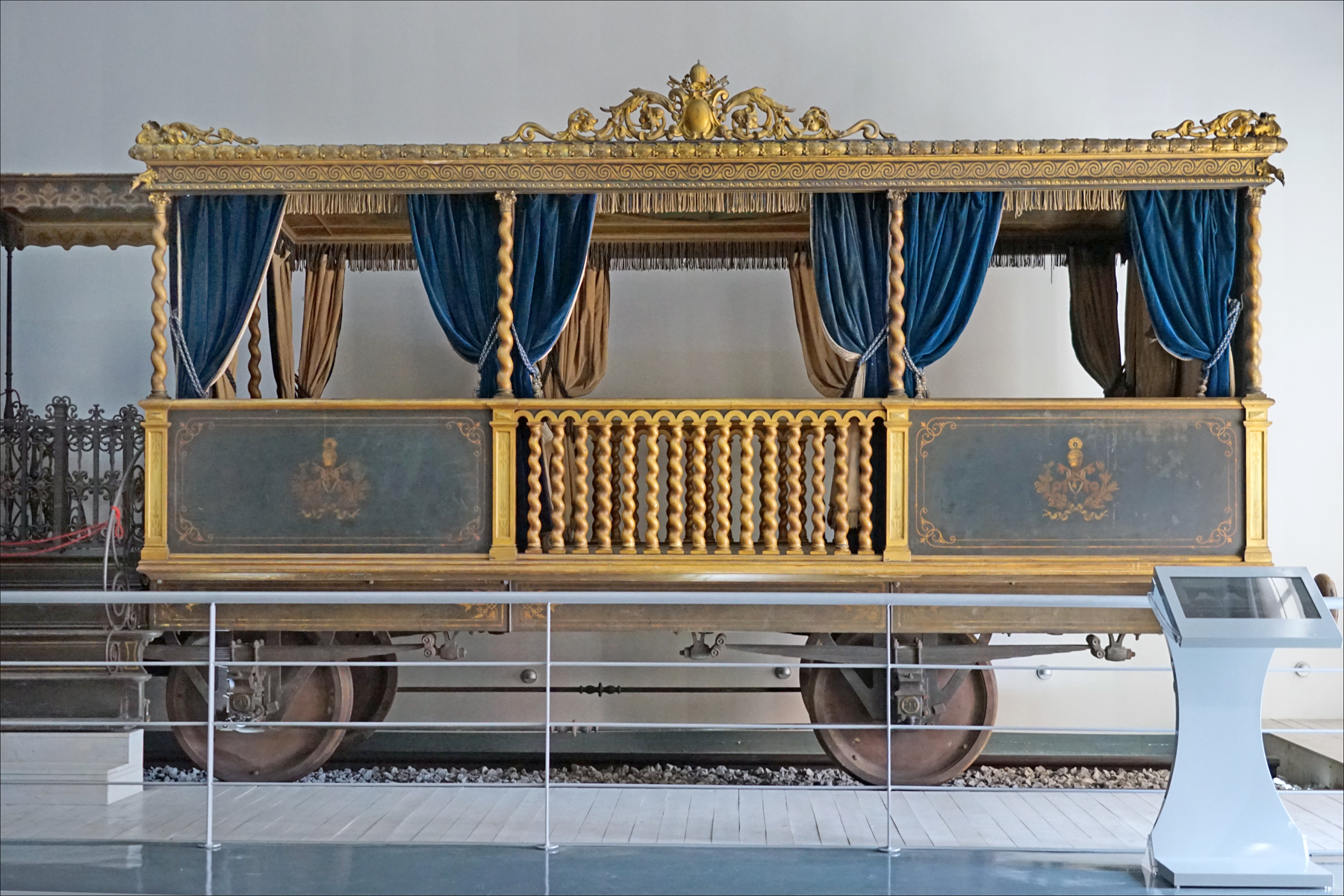
Uno dei tre vagoni del treno di Papa Pio IX (oggi alla Centrale Montemartini).

Come suggerisce il suo nome, la stazione era sita appena al di fuori della Porta Maggiore nelle Mura aureliane.
Fu la prima stazione ferroviaria a entrare in esercizio a Roma: fu infatti inaugurata nel 1856 da papa Pio IX come capolinea della ferrovia Roma-Frascati, prima strada ferrata dello Stato Pontificio. Nel 1859 il pontefice inaugurò il suo treno personale, donatogli da una società francese, viaggiando dalla stazione di Porta Maggiore alla stazione di Cecchina (Albano Laziale).
Dopo la presa di Roma (1870), che determinò la fine dello Stato Pontificio e l'elevazione di Roma a capitale del Regno d'Italia, lo Stato unitario completò la costruzione (già avviata sotto l'amministrazione papale) della nuova stazione centrale di Termini, ca. 1,8 km a nord-est dalla stazione di Porta Maggiore, la quale - persa la sua funzione - fu dismessa nel 1873 e smantellata poco dopo.